# 画家マルテン・リカールト
『画家マルテン・リカールト』（がかマルテン・リカールト、西: El pintor Martin Ryckaert、英: The Painter Martin Ryckaert）は、フランドルのバロック期の巨匠アンソニー・ヴァン・ダイクが1631年頃にキャンバス上に油彩で制作した肖像画で、モデルの人物はヴァン・ダイクと同時代のフランドルの風景画家マルテン・リカールト (1587-1631年) である。おそらくヴァン・ダイクがイングランドに赴く前に描かれ、一時ヴァン・ダイクの姉に所有されていた。作品は1651年にロンドンでスペインのフエンサルダーニャ (Fuensaldaña) 伯爵により購入されたが、1666年にマドリード旧王宮のスペイン王室コレクションに記録された。現在、マドリードのプラド美術館に所蔵されている。

## 作品

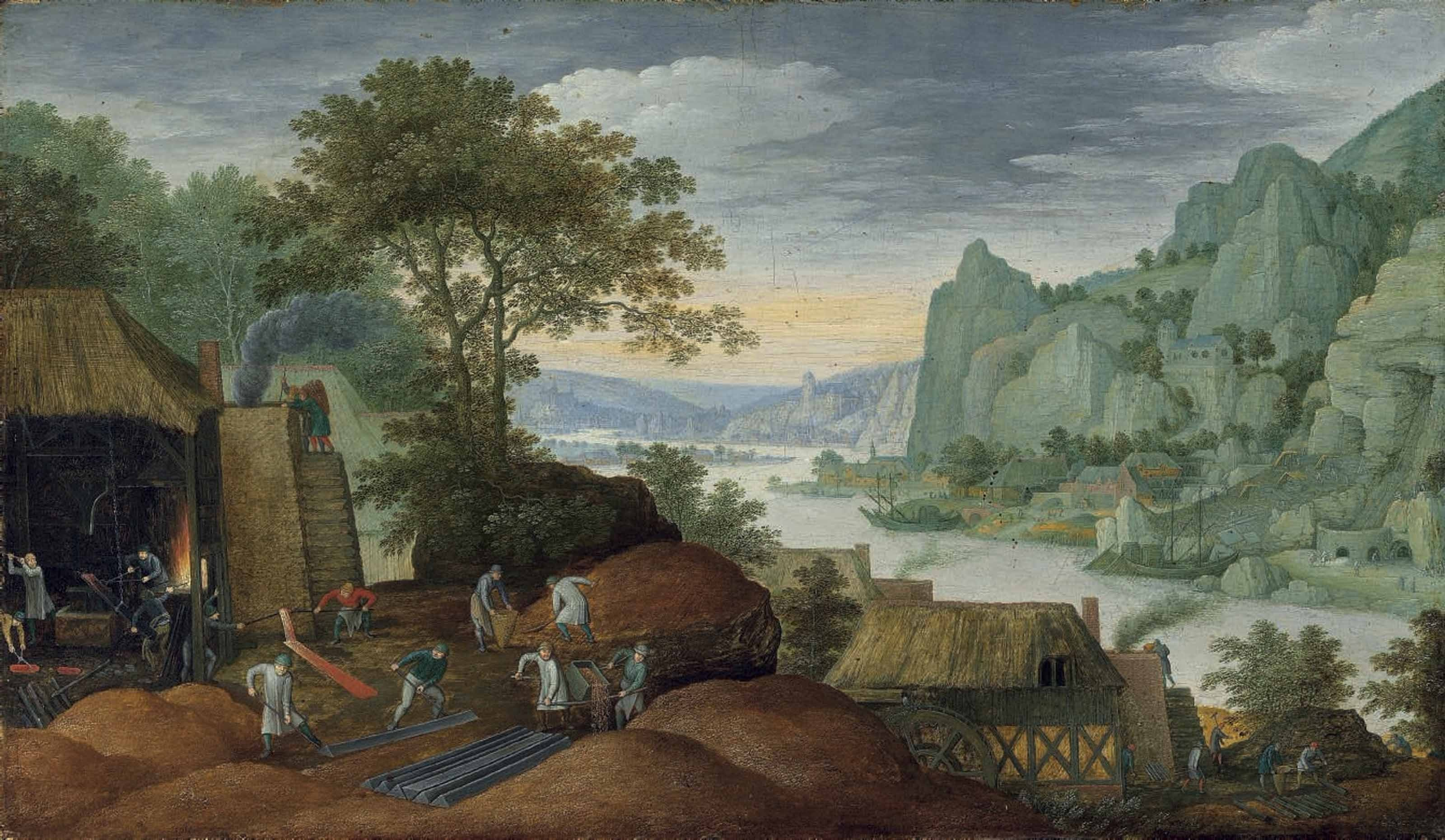
マルテン・リカールト『製鉄所のそばに人物がいる風景』 (個人蔵)

本作のモデルの人物マルテン・リカールトは、1611年にアントウェルペンの聖ルカ組合に「片腕の画家」として登録されている。彼の数少ない現存作品は、森や、しばしば滝、岩、遺跡、建築物、小さな人物を描いた空想上の風景画である。それらの作品は、アントウェルペンの画家ヨース・デ・モンペルやパウル・ブリル、ヤン・ブリューゲル (父) らの作品に類似している。
ヴァン・ダイクは、独特の個性で肖像画を描く画家であった。画面で椅子に腰かけ、赤い衣服と毛皮のコートを身に着けているマルテン・リカールトはほぼ全身像で描かれている。本作はリカールトの左腕のない障害を隠すどころか、あえて露わにし、彼のたくましい生命力を真正面からの姿で表現した。アントニス・モル (1519-1576年) やウィレム・ケイ (1515/1520年ごろ-1568年) によって確立されたネーデルラント肖像画の伝統に則り、ヴァン・ダイクはモデルを深い暗色の背景に配置し、光、色彩、正面向きの構図で人物の心理を見事に捉えている。また、色彩や素早い筆遣い、モデルの姿勢においては、ティツィアーノ (1485年ごろ-1576年) の影響も見て取れる。